# Búðir
Búðir (lub Búdir) – przysiółek położony w zachodniej części Islandii na półwyspie Snæfellsnes.
Uważa się, że pierwsze statki handlowe i statki rybackie w Islandii miały przystań w Búðir. Działalność handlowa rozpoczęła się tam bardzo wcześnie. Kiedyś we wsi koncentrował się handel na półwyspie Snæfellsnes i okolic zachodniego wybrzeża. Miejscowość była ważnym ośrodkiem rybołówstwa. Obecnie jest celem wycieczek turystycznych.